# Nitchevo (film 1936)
Nitchevo è un film del 1936 diretto da Jacques de Baroncelli. È il remake dell'omonimo film muto del 1926.

## Trama
Una moglie cerca di nascondere al marito la sua trascorsa relazione con un trafficante di armi.

## Distribuzione
Le date di uscita internazionali del film sono state:
- Francia: 18 dicembre 1936 - (L'agonie du sous-marin)[2]
- Portogallo: 27 aprile 1937 - (Nitchevo, a Agonia de um Submarino)
- Svezia: 19 luglio 1937 - (S.O.S. u-båt)
- Finlandia: 1º agosto 1937 - (Vedenalainen kadonnut)
- Ungheria: 2 settembre 1937  (Hősök a tenger alatt)
- Slovenia: 25 settembre 1937 - (Ničevo)
- Croazia: 3 ottobre 1937 - (Ničevo)
- Danimarca: 26 novembre 1937 - (U-Baadskatastrofen)
- Giappone: 21 settembre 1939 - (地中海)